# Sarolta Steinberger
Sarolta Steinberger (Tiszaújlak, Imperi Austrohongarès, actualment Vilok, Ucraïna, 12 de setembre de 1875 – Pesthidegkút, prop de Budapest, 24 de novembre de 1965) fou la primera dona que obtingué el títol de metgessa a Hongria.

## Biografia
Filla d'una família rica, cursà estudis secundaris en una escola privada i passà l'examen final en el col·legi protestant de Kolozsvár (avui Cluj-Napoca, Romania). Al desembre de 1895, el ministre de Religió i Educació Pública Gyula Wlassics, que acabava de ser nomenat per Francesc Josep, aprovà una llei que permetia a les dones assistir a la Universitat Eötvös Loránd de Budapest per estudiar humanitats i medicina, canvi legal que en bona part va respondre a la reivindicació insistent del moviment feminista hongarès, i especialment de Vilma Hugonnai, una comtessa hongaresa que havia aconseguit doctorar-se a Zúric el 1879, però fins al 1897 no se li va permetre exercir la medicina al seu país. El 1900, la Vasárnapi Újság ('Gaseta dominical') publicà aquesta notícia: la jove Sarolta Steinberger acabava d'assolir el grau de doctora en medicina, i era la primera dona que obtenia aquesta qualificació a Hongria. Durant els dos anys següents, Steinberger estudià obstetrícia i ginecologia en l'estranger, i en tornar a Hongria s'integrà en l'Associació de Feministes que acabava de fundar l'activista Rózsa Schwimmer, on impartí una sèrie de conferències sobre història de les metgesses, que va publicar reunides en A nő és a társadalom ('Dona i societat') el 1909. Mentrestant, treballà en la clínica Tauffer (fundada pel ginecòleg Vilmos Tauffer el 1888), fins que el 1928 se li confià la direcció de l'Institut Nacional de la Seguretat Social que s'acabava d'organitzar, càrrec que ocupà fins al 1944, quan l'hagué de deixar a causa de la promulgació d'una llei que impedia als jueus exercir la seua professió. A partir d'aquest fet, visqué retirada a Pesthidegkút la resta de la seua vida.